# Александрийская архиепископия
Александрийская архиепископия — епархия Александрийской православной церкви, находящаяся в непосредственном управлении папы и патриарха Александрии и всей Африки. Кафедральный храм — Благовещенский собор в Александрии.
Первым православным епископом Александрии Египетской — тогдашней столицы Египта, одного из ведущих религиозных, учёных, культурных и политических центров античного мира — считается апостол и евангелист Марк. Первенство Александрийской кафедры над прочими Египетскими утверждалось в ранний период, вместе со становлением поместных Церквей.
Несмотря на упадок Александрийского патриархата, связанного с отпадением множества верующих в монофизитство, а затем с арабским завоеванием VII века, Александрийская кафедра не прерывалась, оставаясь средоточием жизни Александрийской православной церкви. После XV и до XIX века Александрийская кафедра оставалась единственной действующей епархией всей поместной Александрийской церкви, хотя при патриархах иногда имелись несколько титулярных архиереев.
В непосредственное ведение папы и патриарха Александрийского как епархиального архиерея входит его кафедральный город — Александрия с окрестностями, а также представительство в Каире.